# Pirkanmaa
Pirkanmaa (švédsky Birkaland) je provincie Finska. Sousedí s regiony Satakunta, Kanta-Häme, Päijät-Häme, Jižní Pohjanmaa, Vlastní Finsko a Střední Finsko. Jejím střediskem je město Tampere. Provincie se rozkládá na 14 292,54 km² a žije v ní přes 510 000 lidí. Mírně zvlněné krajině dominují smíšené lesy a jezerní systém jezera Näsi. Stejně jako další finské provincie, má i Pirkanmaa určené své symboly z ptačí říše, flóry, zvířat, ryb a hornin. Jsou jimi konipas bílý, střemcha obecná, jelenec běloocasý, bolen dravý a orbikulit.
Nejvyšším bodem je vrcholek Vieruvuori, 225 m n. m. Naopak nejnižším je břeh řeky Kokemäenjoki na hranici s provincií Satakunta, 40 m n. m. Na území provincie se nacházejí národní parky Helvetinjärvi, Seitseminen a částečně Puurijärvi-Isosuo.

## Obce
V roce 2021 se provincie skládala z 23 obcí (finsky kunta). Obce byly seskupeny do pěti okresů (tzv. seutukunta). Dvanáct obcí mělo status města (napsané tučným písmem).
| - Akaa - Hämeenkyrö - Ikaalinen - Juupajoki - Kangasala - Kihniö - Kuhmoinen - Lempäälä - Mänttä-Vilppula - Nokia - Orivesi - Pirkkala | - Parkano - Punkalaidun - Pälkäne - Ruovesi - Sastamala - Tampere - Urjala - Valkeakoski - Vesilahti - Virrat - Ylöjärvi |